# Isaac Breuer
Isaac Breuer (geboren 18. September 1883 in Pápa, Österreich-Ungarn; gestorben 10. Juli 1946 in Jerusalem, Völkerbundsmandat für Palästina) war ein deutscher Philosoph und ein bedeutender Vertreter des orthodoxen Judentums.

## Leben
Breuer, ein Enkel von Samson Raphael Hirsch, wuchs in Frankfurt am Main auf, wo sein Vater Salomon Breuer Rabbiner und Leiter einer talmudischen Lehranstalt war. Er heiratete 1916 Jenny Eisenmann, sie hatten die Kinder Jacob (1916–2008), Mordechai (1918–2007), Ursula (1919–2006), Zippora (1927– ) und Pal (1936– ).
Breuer besuchte die Realschule der jüdischen Gemeinde in Frankfurt und studierte an den Universitäten Straßburg und Marburg Jura und Philosophie. Er war Gründer des Bundes Jüdischer Akademiker, B. J. A., in Straßburg und propagierte den von ihm sogenannten Agudismus für einen jüdischen Staat auf der Grundlage der Tora, als eine orthodoxe Alternative zum säkularen Zionismus. 1913 wurde er als Rechtsanwalt am Landgericht Frankfurt zugelassen. Von 1915 bis 1918 leistete er Kriegsdienst in der deutschen Armee. Er war dann in Palästina in der (1912 in Kattowitz von ihm mitgegründeten) orthodox-jüdischen Arbeiterpartei Poalei Agudat Israel aktiv und setzte sich für die Rechte der Arbeiter ein. Danach war er bis 1936 in Frankfurt als Rechtsanwalt tätig. Im Gefolge der deutschen Judenverfolgung musste er nach Palästina emigrieren, wo er als Anwalt arbeitete und die Partei Poalei Agudat Jisra’el 1937 bei der Peel-Kommission und 1946 beim Anglo-amerikanischen Untersuchungskomitee vertrat.
Neben seiner juristischen Tätigkeit veröffentlichte Breuer Schriften, in denen er sich mit jüdischen, philosophischen und politischen Themen, vor allem mit dem Zionismus, auseinandersetzt. Dabei sah er sich in der Nachfolge seines Großvaters, allerdings geprägt durch seine Auffassung der kantischen Philosophie.
Das durch die Tora offenbarte Gottesgesetz ist Grundlage der jüdischen Religion und Nation. Von dieser Überzeugung ausgehend, setzte Breuer sich intensiv mit der Bibelkritik auseinander. Im politischen Bereich trat Breuer zwar für einen jüdischen Staat ein, allerdings verweigerte er sich dem Zionismus, da dieser seiner Meinung nach eine Säkularisierung und eine Aufgabe der jüdischen Eigenständigkeit bedeutet. Er war bis zu seinem Tod ein bedeutender Vertreter der nichtzionistischen jüdischen Orthodoxie.
Kurz vor seinem Tod beendete er die Niederschrift seiner autobiografischen Schrift Mein Weg. Sie wurde von seinen Söhnen Jacob und Mordechai erst 1988 posthum publiziert. Sie war solange nicht veröffentlicht worden, weil Breuer in seinem Urteil über Personen recht meinungsstark war.
Er war Mitglied der Kant-Gesellschaft.

## Veröffentlichungen (Auswahl)
- Der Rechtsbegriff auf Grundlage der Stammlerschen Sozialphilosophie. Kantstudien – Ergänzungshefte, 27. Reuther & Reichard, Berlin 1912
- Judenproblem. Hendel, Halle (Saale) 1918
- Messiasspuren. R. L. Hammon, Frankfurt am Main 1918
- Elischa. J. Kauffmann, Frankfurt am Main 1928
- Der neue Kusari. Verlag der Rabbiner-Hirsch-Gesellschaft, Frankfurt am Main 1934
- Mordechai Breuer (Hrsg.): Weltwende. Ahva, Jerusalem 1979. Enthält Weltwende (1938) und Zur Erinnerung an das deutsche Judentum (1942)
- Mein Weg. Morascha-Verlag, Jerusalem & Zürich 1988
- Mein Weg. Verlag Morascha, Basel 2024 (2. Auflage)

Werkausgaben
- Werkausgabe. 4 Bde. Hrsg. von Matthias Morgenstern, Meir Hildesheimer. Lit Verlag, Münster 2017 ff.

1. Frühe Religionsphilosophische Schriften. 2017 ISBN 978-3-643-13391-5
2. Schriften zum Zionismus und Agudismus. 2017 ISBN 978-3-643-13392-2[4]
3. Frühe literarische Texte. 2018 ISBN 978-3-643-13393-9
4. Der Neue Kusari. 2020 ISBN 978-3-643-13754-8